# Vignoc
Vignoc (bret. Gwinieg) – miejscowość i gmina we Francji, w regionie Bretania, w departamencie Ille-et-Vilaine.
Według danych na rok 1990 gminę zamieszkiwało 887 osób, a gęstość zaludnienia wynosiła 63 osoby/km² (wśród 1269 gmin Bretanii Vignoc plasuje się na 622. miejscu pod względem liczby ludności, natomiast pod względem powierzchni na miejscu 699.).